# The Hitcher II - Ti stavo aspettando...
The Hitcher II - Ti stavo aspettando... (The Hitcher II: I've Been Waiting) è un film del 2003 diretto da Louis Morneau.
Si tratta del sequel di The Hitcher - La lunga strada della paura (1986).

## Trama
Sono passati quindici anni da quando Jim Halsey, ormai un adulto, ha avuto la peggiore notte della sua vita. Purtroppo per lui e la sua fidanzata, però, un altro autostoppista folle quanto il primo è pronto a rovinare loro la vita.